# Harlequin (jeu vidéo)
Pour les articles homonymes, voir Harlequin.
Harlequin est un jeu vidéo de plates-formes développé par le studio anglais The Warp Factory et édité par Gremlin Graphics, sorti en 1992 sur les ordinateurs Amiga et Atari ST.
Le jeu est inspiré par Arlequin, le personnage type de la commedia dell'arte.

## Développement
Le jeu a été conçu par Andy Finlay (programmation) et Ed Campbell (graphisme). Barry Leitch (Imagitec) a composé la musique, qu'il considère comme l'une de ses meilleures contributions sur Amiga. La musique-titre est disponible dans l'album Immortal (1999).
Harlequin a été réédité sur Amiga CD en 1999 dans la compilation The Best of Gremlin.